# Euparatettix planipedonus
Euparatettix planipedonus är en insektsart som beskrevs av Zheng, Z. 1998. Euparatettix planipedonus ingår i släktet Euparatettix och familjen torngräshoppor. Inga underarter finns listade i Catalogue of Life.